# Vila Franca do Campo
Vila Franca do Campo és un municipi de les Açores (Portugal), situat a l'illa de São Miguel. Se sotsdivideix en sis parròquies: Água de Alto, Ponta Garça, Ribeira das Tainhas, Ribeira Seca, São Miguel (Vila Franca do Campo) i São Pedro (Vila Franca do Campo).
| Població del municipi de Vila Franca do Campo (1849 – 2004) | Població del municipi de Vila Franca do Campo (1849 – 2004) | Població del municipi de Vila Franca do Campo (1849 – 2004) | Població del municipi de Vila Franca do Campo (1849 – 2004) | Població del municipi de Vila Franca do Campo (1849 – 2004) | Població del municipi de Vila Franca do Campo (1849 – 2004) | Població del municipi de Vila Franca do Campo (1849 – 2004) | Població del municipi de Vila Franca do Campo (1849 – 2004) |
| ----------------------------------------------------------- | ----------------------------------------------------------- | ----------------------------------------------------------- | ----------------------------------------------------------- | ----------------------------------------------------------- | ----------------------------------------------------------- | ----------------------------------------------------------- | ----------------------------------------------------------- |
| 1849                                                        | 1900                                                        | 1930                                                        | 1960                                                        | 1981                                                        | 1991                                                        | 2001                                                        | 2004                                                        |
| 8398                                                        | 11190                                                       | 11204                                                       | 14596                                                       | 11866                                                       | 11050                                                       | 11150                                                       | 11039                                                       |